# Eponides
Eponides es un género de foraminífero bentónico de la Subfamilia Eponidinae, de la Familia Eponididae, de la Superfamilia Discorboidea, del Suborden Rotaliina y del Orden Rotaliida. Su especie-tipo es Nautilus repandus. Su rango cronoestratigráfico abarca desde el Eoceno hasta la Actualidad.

## Clasificación
Se han descrito numerosas especies de Eponides. Entre las especies más interesantes o más conocidas destacan:
- Eponides bollii
- Eponides concinnus
- Eponides cribrorepandus
- Eponides dorsopustulatus
- Eponides lornensis
- Eponides repandus
- Eponides tethycus

Un listado completo de las especies descritas en el género Eponides puede verse en el siguiente anexo.
En Eponides se han considerado los siguientes subgéneros:
- Eponides (Conorbis), también considerado como género Conorbis, pero considerado nomen nudum
- Eponides (Pulvinulina), también considerado como género Pulvinulina y aceptado como Eponides